# 연회색땃쥐
연회색땃쥐(Crocidura pergrisea)는 땃쥐과에 속하는 포유류의 일종이다. 인도의 토착종이다. 서식지 감소로 위협을 받고 있다.